# Forêts humides amazoniennes du Sud-Ouest

Localisation des forêts humides amazoniennes du Sud-Ouest

Les forêts humides amazoniennes du Sud-Ouest forment une région écologique identifiée par le Fonds mondial pour la nature (WWF) comme faisant partie de la liste « Global 200 », c'est-à-dire considérée comme exceptionnelle au niveau biologique et prioritaire en matière de conservation. Elle regroupe quatre écorégions terrestres du bassin supérieur de l'Amazone, en Amérique du Sud :
- les forêts humides du Sud-Ouest de l'Amazonie ;
- les forêts humides du Juruá et du Purus ;
- les forêts humides du Purus et du Madeira ;
- les forêts humides du Madeira et du Tapajós.